# Ajami (écriture)
Pour les articles homonymes, voir Ajami.

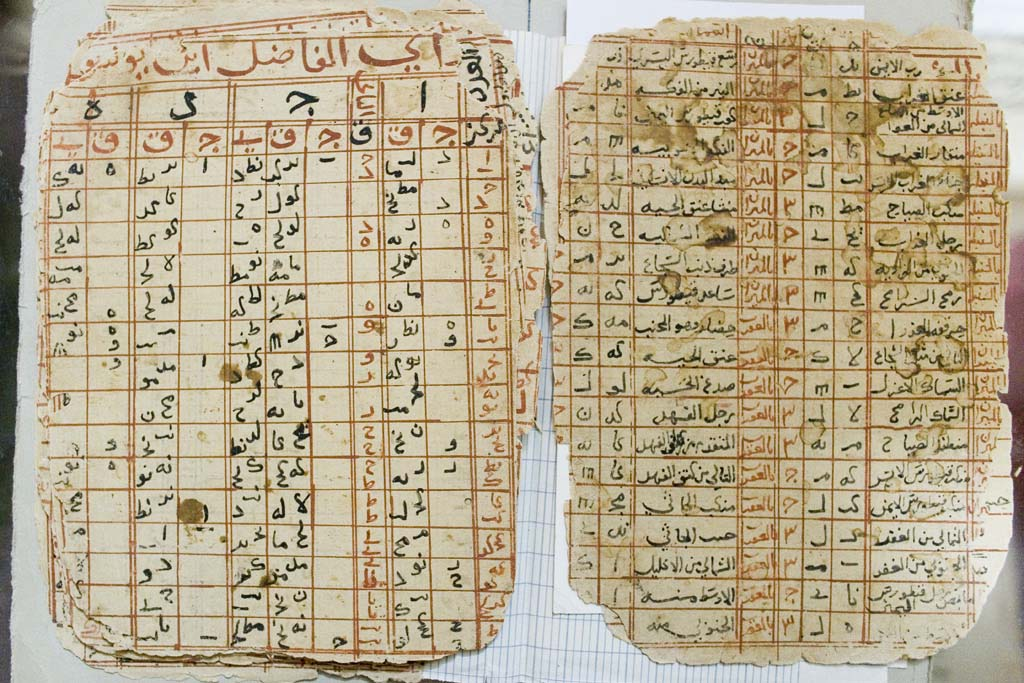
Deux pages manuscrites d'un livre astronomique écrit en ajami, provenant de Tombouctou.

L’ajami (en arabe عجمي ʿaǰamī) est un ensemble d’alphabets dérivés de l’alphabet arabe, utilisés en Afrique. Ces alphabets ont été ou sont encore utilisés en Afrique de l’Ouest, pour l’écriture du haoussa, du peul,du yoruba,du wolof, du diola-fogny et de plusieurs langues mandingues comme le mandinka, le bambara et le dioula, en Afrique de l’Est pour l’écriture du swahili ou du somali ou encore en Afrique centrale. En Afrique de l’Ouest, une harmonisation a été organisée par l’Organisation des Nations unies pour l'éducation, la science et la culture (Unesco) et l’Organisation islamique pour l'éducation, les sciences et la culture (Isesco) au niveau international[Quand ?]. Au niveau national, les ajamis sont normalisés au Sénégal avec les caractères coraniques harmonisés et au Tchad avec l’alphabet national tchadien.

## Variantes
- Afrique de l’Ouest
  - Ashanti
  - Balanta-ganja
  - Dagbani
  - Diola-fogny
  - Hausa
  - Langues mandés (soninké,bambara, dioula, mandinka, etc.)
  - Nupe
  - Peul
  - Wolofal
  - Yoruba
- Afrique de l’Est
  - Somali
  - Swahili (shimaore, chimwiini)